# Хаджи II Герай
Хаджи́ II Гера́й (Гире́й) (крым. II Hacı Geray, ٢ خاجى كراى‎; 1644—1689) — крымский хан из династии Гераев (1683—1684), сын калги-султана Кырыма Герая (ум. 1651), внук крымского хана Селямета I Герая. В первое правление Селима I Герая принимал участие вместе с ним в австрийском походе османской армии, где действовал с большой отвагой и совершил подвиг, спасая войсковое знамя.

## Правление
Вступив на ханский престол, Хаджи II Герай назначил калгой Девлета Герая, а нурэддином — Азамата Герая, сыновей прежнего крымского хана Селима I Герая.
Прибыв в Крым в звании хана, отменил денежные выплаты, причитавшиеся должностным лицам из ханских доходов и из финансовой помощи, поступавшей в Крым из Стамбула. Этим хан сильно настроил против себя и родовую, и служилую знать. Кроме того, задумал провести репрессии против рода Ширин, чем вызвал открытое сопротивление. Хан стал очень непопулярен в народе, вызывая злую иронию своей малорослостью и скупостью.
Восставшие беи, объединившись с представителями служилой знати, подошли к Бахчисараю и заняли ханский дворец. Изгнав Хаджи II из столицы, они направили представителей в Стамбул с просьбой вернуть на престол Селима I Герая. Бежав из Бахчисарая в крепость Мангуп, свергнутый хан Хаджи II Герай перебрался оттуда в Турцию. Умер на Родосе в 1689 году. 

## Интересный факт
В нумизматике хан знаменит тем, что эпохе его правления принадлежит уникальный биллонный акче, известный в единственном экземпляре.